# Blenda Nkímyá
Blenda Nkímyá, eller helt kort Blenda, född den 15 januari 1993 i Vällingby som Blenda Shimba Kabondo, är en svensk sångerska. Namnet Nkímyá tog hon och hennes man Joel när de gifte sig. Kimya betyder "frid" på lingala, språket som talas i Kongo där hennes föräldrar kommer ifrån. Accenterna i namnet kom de på själva för att de tyckte att det såg snyggt ut.

## Biografi
Nkímyá växte upp i Vällingby, och sjöng i Filadelfiakyrkan hela sin uppväxt. I april 2017 släppte hon sin debutsingel Chili, vilken följdes upp av singeln Mama Mojo´s Club (dick pic song) i juni samma år. I oktober 2017 uppträdde hon på Metoo manifestationen på Sergels torg.
I januari 2018 släppte hon singeln Payday, som hon framförde på TV4:s Nyhetsmorgon den 28 januari. I januari 2019 släpptes singeln Funeral.
I mars 2020 gav hon ut singeln Options med  Def Jam Recordings; det amerikanska skivbolaget som är en del av Universal Music Group och ansvarar för artister som Jay-Z, Rihanna, Kanye West och Justin Bieber. Den 24 mars framförde hon låten på TV4:s Nyhetsmorgon. Den 21 juli var hon med på Allsång på Skansen och framförde även då "Options" samt allsången "Idas sommarvisa". I den påföljande Ännu mera Allsång framförde hon "Funeral".

## Diskografi

### Singlar
| År   | Titel                            | Utgivare           |
| ---- | -------------------------------- | ------------------ |
| 2017 | Chili                            |                    |
| 2017 | Mama Mojo´s Club (dick pic song) |                    |
| 2018 | Payday                           |                    |
| 2019 | Funeral                          | SION Agency        |
| 2020 | Options                          | Def Jam Recordings |

### Medverkar på
| År   | Titel                             |
| ---- | --------------------------------- |
| 2018 | Sugar Urban Cone featuring Blenda |